# Nate Renfro
Nate Renfro (Tucson, Arizona); 11 de diciembre de 1996) es un jugador de baloncesto con nacionalidad estadounidense. Con 2,03 metros de altura juega en la posición de alero. Actualmente forma parte de la plantilla del Dinamo Sassari de la Lega Basket Serie A.

## Trayectoria
Es un jugador natural de Tucson, Arizona, formado en la Universidad de San Francisco, situada en California, con la que jugó durante cuatro temporadas en la NCAA con los San Francisco Dons desde 2015 a 2019. 
En la temporada 2020-21, firma con los Austin Spurs de la NBA G League, con los que disputaría 15 encuentros, en los que promedia 13.66 puntos.
En verano de 2021, disputa 5 partidos de la Liga de verano de la NBA con los San Antonio Spurs en Las Vegas.
En la temporada 2021-22, con los Austin Spurs promedia 17.51 puntos en 24 encuentros disputados.
El 3 de abril de 2022, firma con P.A.O.K. BC de la A1 Ethniki.
Disputó la Liga de Verano de la NBA de 2023 con Los Angeles Clippers. El 28 de julio de 2023 firmó con el club griego Peristeri BC.
El 19 de junio de 2024 firmó con el Dinamo Sassari de la Lega Basket Serie A.